# 呼吉尔诺尔 (新巴尔虎左旗)
呼吉尔诺尔是一个位于中国内蒙古自治区呼伦贝尔市新巴尔虎左旗新宝力格苏木境内的盐湖，面积约为1.58平方千米，属于蒙新高原区。它的一级流域为内流区诸河，二级流域为呼伦贝尔内流区。
呼吉尔诺尔位于新宝力格苏木呼吉日诺尔嘎查东南约1.5千米处，据《中国湖泊志》附录中的记录，呼吉尔诺尔水位665米，湖长1.8千米，最大宽1.2千米，平均宽1.1千米，面积1.9平方千米。